# Канадски рис
Канадски рис (Lynx canadensis) је врста сисара из реда звери и породице мачака (Felidae). Канадски рис је једна од четири живе врсте у роду Рис. То је дивља мачка средње величине коју карактерише дугачко, густо крзно, троугласте уши са црним праменовима на врховима и широке шапе налик на крпље. Његови задњи удови су дужи од предњих, тако да му леђа нагиње од доле према напријед. Канадски рис је, у просјеку, 48—56 cm (19—22 in) висок у подручју рамена, а тежи између 5 and 17 kg (11 and 37 lb). Добар је пливач и окретан пењач.
Канадског риса је први пут описао Роберт Кер 1792. године. Предложене су три подврсте, али се сумња у њихову ваљаност; углавном се сматра монотипском врстом. Креће се преко Аљаске, Канаде и сјеверних подручја сусједних Сједињених Држава, гдје претежно насељава густе тајге. Канадски рис је специјалиста предатор и у великој мјери зависи од америчког зеца (Lepus americanus) за храну. То доводи до циклуса ловац-улов, јер канадска популација риса реагује на цикличне порасте и падове популације америчког зеца током година на Аљасци и централној Канади. Популација риса у Канади се повећава са повећањем популације зечева; ако се популација зечева смањи у одређеном подручју, она се сели у подручја са више зечева и има мање потомака. Канадски рис лови углавном око сумрака, или ноћу, када амерички зец има тенденцију да буде активан. Канадски рис чека зеца на одређеним стазама или у "креветима из засједе", а затим се баца на њега и убија га угризом по глави, грлу или потиљку. Јединке, посебно истог пола, имају тенденцију да избјегавају једни друге, формирајући „интрасексуалне” територије. Сезона парења је отприлике мјесец дана од марта до почетка априла. Након гастације од два до три мјесеца, женке рађају легло од једног до осам мачића, који се одбијају у доби од 12 недјеља.
С обзиром на његово обиље у цијелом опсегу и недостатак озбиљних претњи, канадски рис је наведен као најмање забрињавајућа врста на Црвеној листи Међународне уније за заштиту природе (МУЗП; енгл. International Union for Conservation of Nature, IUCN). Редовно је заробљен за међународну трговину крзном у већем дијелу Аљаске и Канаде, али је заштићен у јужној половини свог опсега због претњи као што је губитак станишта.

## Таксономија
Научно име Felis lynx canadensis предложио је Роберт Кер 1792. године који је описао риса из Канаде. Крајем 19. века описано је неколико зоолошких узорака риса:
- Lynx subsolanus је предложио Аутрам Бангс 1897. године за кожу и лобању риса прикупљене у близини Кодроја, Њуфаундленд и Лабрадор.[3]
- Lynx canadensis mollipilosus предложио је Витмер Стон 1900. године који је описао лобању и тамно смеђу кожу мушког риса убијеног у близини Вејнрајт (Аљаска).[4]

Пласман канадског риса у роду Рис подржао је Герит Смит Милер 1912. године. До раних 2000-их, научници су били подијељени око тога да ли Рис треба сматрати подродом Felis, или самом подпородицом; неки су чак сумњали да ли канадски рис треба сматрати врстом за себе. Препознао га је Валас Кристофер Возенкрафт 2005. године као важећу врсту риса заједно са риђим рисом (L. rufus), обичним рисом (L. lynx) и иберијским рисом (L. pardinus). 
Возенкрафт је препознао три подврсте канадског риса:
- L. c. canadensis на канадском копну
- L. c. subsolanus у Њуфаундленду
- L. c. mollipilosus у Аљасци

Ваљаност подспецифичног статуса риса са Њуфаундленда је доведена у питање 1975. године, као резултати студије боје длаке, кранијалних мјерења и тежине узорака канадског риса показали су да стандардна мјерења нису значајно различита, осим неколико варијација као што је тамније крзно риса са Њуфаундленда.
У 2017. години, Група стручњака за мачке сматрала је канадског риса монотипском врстом, јер показује мале морфолошке или генетске разлике.
Сматра се да је популација риса на Њуфаундленду генетски одступила од континенталног канадског риса око 20.000 до 33.000 година након посљедњег глацијалног периода.

## Еволуција
Према филогенетској студији из 2006. године, предак пет постојећих мачјих лоза - Lynx, Leopardus, Puma, Felis и Prionailurus уз Otocolobus - стигао је у Сјеверну Америку након преласка Беринговог мореуза прије 8,5 до 8 милиона година. Рис се одвојио од Пума, Фелис и Прионаилурус плус Паласова мачка лозе око 2.53–4.74 милиона година. (Lynx issiodorensis), за који се вјерује да је предак четири модерне врсте риса, вјероватно је настао у Африци 4 милиона година и појавио се у Европи и сјеверној Азији све док није пао на изумирање око 1 милиона. Вјерује се да су популације евроазијског риса који су достигли Сјеверну Америку 2,6 милиона година првобитно населили у јужној половини континента, јер је сјеверни део био покривен глечерима. Јужне популације постепено еволуирао у модерном Бобцат. Касније, када је континент напао евроазијски рис по други пут у посљедњих 200.000 година, популације које су се населиле у сјеверном дијелу континента, сада лишене глечера, еволуирале су у канадског риса. У свом раду из 1981. године, шведски палеонтолог Ларс Верделин је примјетио да се канадски рис не чини много другачијим од свог првог појављивања. Фосили канадског риса ископани у Сјеверној Америци датирају из Сангамонијан и Висконсин глацијације. Студија из 2006. године дала је филогенетске односе канадског риса на сљедећи начин:
|  | Канадски рис (L. canadensis)                                                         |
|  |                                                                                      |
|  | \| \| Иберијски рис (L. pardinus) \| \| \| \| \| \| Обични рис (L. lynx) \| \| \| \| |
|  |                                                                                      |
|  | Иберијски рис (L. pardinus)                                                          |
|  |                                                                                      |
|  | Обични рис (L. lynx)                                                                 |
|  |                                                                                      |

|  | Иберијски рис (L. pardinus) |
|  |                             |
|  | Обични рис (L. lynx)        |
|  |                             |

|  | Канадски рис (L. canadensis)                                                         |
|  |                                                                                      |
|  | \| \| Иберијски рис (L. pardinus) \| \| \| \| \| \| Обични рис (L. lynx) \| \| \| \| |
|  |                                                                                      |
|  | Иберијски рис (L. pardinus)                                                          |
|  |                                                                                      |
|  | Обични рис (L. lynx)                                                                 |
|  |                                                                                      |

|  | Иберијски рис (L. pardinus) |
|  |                             |
|  | Обични рис (L. lynx)        |
|  |                             |

|  | Канадски рис (L. canadensis)                                                         |
|  |                                                                                      |
|  | \| \| Иберијски рис (L. pardinus) \| \| \| \| \| \| Обични рис (L. lynx) \| \| \| \| |
|  |                                                                                      |
|  | Иберијски рис (L. pardinus)                                                          |
|  |                                                                                      |
|  | Обични рис (L. lynx)                                                                 |
|  |                                                                                      |

|  | Иберијски рис (L. pardinus) |
|  |                             |
|  | Обични рис (L. lynx)        |
|  |                             |

|  | Канадски рис (L. canadensis)                                                         |
|  |                                                                                      |
|  | \| \| Иберијски рис (L. pardinus) \| \| \| \| \| \| Обични рис (L. lynx) \| \| \| \| |
|  |                                                                                      |
|  | Иберијски рис (L. pardinus)                                                          |
|  |                                                                                      |
|  | Обични рис (L. lynx)                                                                 |
|  |                                                                                      |

|  | Иберијски рис (L. pardinus) |
|  |                             |
|  | Обични рис (L. lynx)        |
|  |                             |

| Лоза пума          | Acinonyx (Гепард), Пума (Пума), Herpailurus (Јагуарунди)                                                                                       |
|                    | Acinonyx (Гепард), Пума (Пума), Herpailurus (Јагуарунди)                                                                                       |
|                    | \| Лоза домаће мачке \| мачке \| \| \| мачке \| \| Лоза Леопард мачка \| Prionailurus, Паласова мачка \| \| \| Prionailurus, Паласова мачка \| |
|                    | |
| Лоза домаће мачке  | мачке |
|                    | мачке |
| Лоза Леопард мачка | Prionailurus, Паласова мачка |
|                    | Prionailurus, Паласова мачка |

| Лоза домаће мачке  | мачке                        |
|                    | мачке                        |
| Лоза Леопард мачка | Prionailurus, Паласова мачка |
|                    | Prionailurus, Паласова мачка |

| Лоза пума          | Acinonyx (Гепард), Пума (Пума), Herpailurus (Јагуарунди)                                                                                       |
|                    | Acinonyx (Гепард), Пума (Пума), Herpailurus (Јагуарунди)                                                                                       |
|                    | \| Лоза домаће мачке \| мачке \| \| \| мачке \| \| Лоза Леопард мачка \| Prionailurus, Паласова мачка \| \| \| Prionailurus, Паласова мачка \| |
|                    | |
| Лоза домаће мачке  | мачке |
|                    | мачке |
| Лоза Леопард мачка | Prionailurus, Паласова мачка |
|                    | Prionailurus, Паласова мачка |

| Лоза домаће мачке  | мачке                        |
|                    | мачке                        |
| Лоза Леопард мачка | Prionailurus, Паласова мачка |
|                    | Prionailurus, Паласова мачка |

|  | Канадски рис (L. canadensis)                                                         |
|  |                                                                                      |
|  | \| \| Иберијски рис (L. pardinus) \| \| \| \| \| \| Обични рис (L. lynx) \| \| \| \| |
|  |                                                                                      |
|  | Иберијски рис (L. pardinus)                                                          |
|  |                                                                                      |
|  | Обични рис (L. lynx)                                                                 |
|  |                                                                                      |

|  | Иберијски рис (L. pardinus) |
|  |                             |
|  | Обични рис (L. lynx)        |
|  |                             |

|  | Канадски рис (L. canadensis)                                                         |
|  |                                                                                      |
|  | \| \| Иберијски рис (L. pardinus) \| \| \| \| \| \| Обични рис (L. lynx) \| \| \| \| |
|  |                                                                                      |
|  | Иберијски рис (L. pardinus)                                                          |
|  |                                                                                      |
|  | Обични рис (L. lynx)                                                                 |
|  |                                                                                      |

|  | Иберијски рис (L. pardinus) |
|  |                             |
|  | Обични рис (L. lynx)        |
|  |                             |

|  | Канадски рис (L. canadensis)                                                         |
|  |                                                                                      |
|  | \| \| Иберијски рис (L. pardinus) \| \| \| \| \| \| Обични рис (L. lynx) \| \| \| \| |
|  |                                                                                      |
|  | Иберијски рис (L. pardinus)                                                          |
|  |                                                                                      |
|  | Обични рис (L. lynx)                                                                 |
|  |                                                                                      |

|  | Иберијски рис (L. pardinus) |
|  |                             |
|  | Обични рис (L. lynx)        |
|  |                             |

|  | Канадски рис (L. canadensis)                                                         |
|  |                                                                                      |
|  | \| \| Иберијски рис (L. pardinus) \| \| \| \| \| \| Обични рис (L. lynx) \| \| \| \| |
|  |                                                                                      |
|  | Иберијски рис (L. pardinus)                                                          |
|  |                                                                                      |
|  | Обични рис (L. lynx)                                                                 |
|  |                                                                                      |

|  | Иберијски рис (L. pardinus) |
|  |                             |
|  | Обични рис (L. lynx)        |
|  |                             |

| Лоза пума          | Acinonyx (Гепард), Пума (Пума), Herpailurus (Јагуарунди)                                                                                       |
|                    | Acinonyx (Гепард), Пума (Пума), Herpailurus (Јагуарунди)                                                                                       |
|                    | \| Лоза домаће мачке \| мачке \| \| \| мачке \| \| Лоза Леопард мачка \| Prionailurus, Паласова мачка \| \| \| Prionailurus, Паласова мачка \| |
|                    | |
| Лоза домаће мачке  | мачке |
|                    | мачке |
| Лоза Леопард мачка | Prionailurus, Паласова мачка |
|                    | Prionailurus, Паласова мачка |

| Лоза домаће мачке  | мачке                        |
|                    | мачке                        |
| Лоза Леопард мачка | Prionailurus, Паласова мачка |
|                    | Prionailurus, Паласова мачка |

| Лоза пума          | Acinonyx (Гепард), Пума (Пума), Herpailurus (Јагуарунди)                                                                                       |
|                    | Acinonyx (Гепард), Пума (Пума), Herpailurus (Јагуарунди)                                                                                       |
|                    | \| Лоза домаће мачке \| мачке \| \| \| мачке \| \| Лоза Леопард мачка \| Prionailurus, Паласова мачка \| \| \| Prionailurus, Паласова мачка \| |
|                    | |
| Лоза домаће мачке  | мачке |
|                    | мачке |
| Лоза Леопард мачка | Prionailurus, Паласова мачка |
|                    | Prionailurus, Паласова мачка |

| Лоза домаће мачке  | мачке                        |
|                    | мачке                        |
| Лоза Леопард мачка | Prionailurus, Паласова мачка |
|                    | Prionailurus, Паласова мачка |

|  | Канадски рис (L. canadensis)                                                         |
|  |                                                                                      |
|  | \| \| Иберијски рис (L. pardinus) \| \| \| \| \| \| Обични рис (L. lynx) \| \| \| \| |
|  |                                                                                      |
|  | Иберијски рис (L. pardinus)                                                          |
|  |                                                                                      |
|  | Обични рис (L. lynx)                                                                 |
|  |                                                                                      |

|  | Иберијски рис (L. pardinus) |
|  |                             |
|  | Обични рис (L. lynx)        |
|  |                             |

|  | Канадски рис (L. canadensis)                                                         |
|  |                                                                                      |
|  | \| \| Иберијски рис (L. pardinus) \| \| \| \| \| \| Обични рис (L. lynx) \| \| \| \| |
|  |                                                                                      |
|  | Иберијски рис (L. pardinus)                                                          |
|  |                                                                                      |
|  | Обични рис (L. lynx)                                                                 |
|  |                                                                                      |

|  | Иберијски рис (L. pardinus) |
|  |                             |
|  | Обични рис (L. lynx)        |
|  |                             |

|  | Канадски рис (L. canadensis)                                                         |
|  |                                                                                      |
|  | \| \| Иберијски рис (L. pardinus) \| \| \| \| \| \| Обични рис (L. lynx) \| \| \| \| |
|  |                                                                                      |
|  | Иберијски рис (L. pardinus)                                                          |
|  |                                                                                      |
|  | Обични рис (L. lynx)                                                                 |
|  |                                                                                      |

|  | Иберијски рис (L. pardinus) |
|  |                             |
|  | Обични рис (L. lynx)        |
|  |                             |

|  | Канадски рис (L. canadensis)                                                         |
|  |                                                                                      |
|  | \| \| Иберијски рис (L. pardinus) \| \| \| \| \| \| Обични рис (L. lynx) \| \| \| \| |
|  |                                                                                      |
|  | Иберијски рис (L. pardinus)                                                          |
|  |                                                                                      |
|  | Обични рис (L. lynx)                                                                 |
|  |                                                                                      |

|  | Иберијски рис (L. pardinus) |
|  |                             |
|  | Обични рис (L. lynx)        |
|  |                             |

| Лоза пума          | Acinonyx (Гепард), Пума (Пума), Herpailurus (Јагуарунди)                                                                                       |
|                    | Acinonyx (Гепард), Пума (Пума), Herpailurus (Јагуарунди)                                                                                       |
|                    | \| Лоза домаће мачке \| мачке \| \| \| мачке \| \| Лоза Леопард мачка \| Prionailurus, Паласова мачка \| \| \| Prionailurus, Паласова мачка \| |
|                    | |
| Лоза домаће мачке  | мачке |
|                    | мачке |
| Лоза Леопард мачка | Prionailurus, Паласова мачка |
|                    | Prionailurus, Паласова мачка |

| Лоза домаће мачке  | мачке                        |
|                    | мачке                        |
| Лоза Леопард мачка | Prionailurus, Паласова мачка |
|                    | Prionailurus, Паласова мачка |

| Лоза пума          | Acinonyx (Гепард), Пума (Пума), Herpailurus (Јагуарунди)                                                                                       |
|                    | Acinonyx (Гепард), Пума (Пума), Herpailurus (Јагуарунди)                                                                                       |
|                    | \| Лоза домаће мачке \| мачке \| \| \| мачке \| \| Лоза Леопард мачка \| Prionailurus, Паласова мачка \| \| \| Prionailurus, Паласова мачка \| |
|                    | |
| Лоза домаће мачке  | мачке |
|                    | мачке |
| Лоза Леопард мачка | Prionailurus, Паласова мачка |
|                    | Prionailurus, Паласова мачка |

| Лоза домаће мачке  | мачке                        |
|                    | мачке                        |
| Лоза Леопард мачка | Prionailurus, Паласова мачка |
|                    | Prionailurus, Паласова мачка |

|  | Канадски рис (L. canadensis)                                                         |
|  |                                                                                      |
|  | \| \| Иберијски рис (L. pardinus) \| \| \| \| \| \| Обични рис (L. lynx) \| \| \| \| |
|  |                                                                                      |
|  | Иберијски рис (L. pardinus)                                                          |
|  |                                                                                      |
|  | Обични рис (L. lynx)                                                                 |
|  |                                                                                      |

|  | Иберијски рис (L. pardinus) |
|  |                             |
|  | Обични рис (L. lynx)        |
|  |                             |

|  | Канадски рис (L. canadensis)                                                         |
|  |                                                                                      |
|  | \| \| Иберијски рис (L. pardinus) \| \| \| \| \| \| Обични рис (L. lynx) \| \| \| \| |
|  |                                                                                      |
|  | Иберијски рис (L. pardinus)                                                          |
|  |                                                                                      |
|  | Обични рис (L. lynx)                                                                 |
|  |                                                                                      |

|  | Иберијски рис (L. pardinus) |
|  |                             |
|  | Обични рис (L. lynx)        |
|  |                             |

|  | Канадски рис (L. canadensis)                                                         |
|  |                                                                                      |
|  | \| \| Иберијски рис (L. pardinus) \| \| \| \| \| \| Обични рис (L. lynx) \| \| \| \| |
|  |                                                                                      |
|  | Иберијски рис (L. pardinus)                                                          |
|  |                                                                                      |
|  | Обични рис (L. lynx)                                                                 |
|  |                                                                                      |

|  | Иберијски рис (L. pardinus) |
|  |                             |
|  | Обични рис (L. lynx)        |
|  |                             |

|  | Канадски рис (L. canadensis)                                                         |
|  |                                                                                      |
|  | \| \| Иберијски рис (L. pardinus) \| \| \| \| \| \| Обични рис (L. lynx) \| \| \| \| |
|  |                                                                                      |
|  | Иберијски рис (L. pardinus)                                                          |
|  |                                                                                      |
|  | Обични рис (L. lynx)                                                                 |
|  |                                                                                      |

|  | Иберијски рис (L. pardinus) |
|  |                             |
|  | Обични рис (L. lynx)        |
|  |                             |

| Лоза пума          | Acinonyx (Гепард), Пума (Пума), Herpailurus (Јагуарунди)                                                                                       |
|                    | Acinonyx (Гепард), Пума (Пума), Herpailurus (Јагуарунди)                                                                                       |
|                    | \| Лоза домаће мачке \| мачке \| \| \| мачке \| \| Лоза Леопард мачка \| Prionailurus, Паласова мачка \| \| \| Prionailurus, Паласова мачка \| |
|                    | |
| Лоза домаће мачке  | мачке |
|                    | мачке |
| Лоза Леопард мачка | Prionailurus, Паласова мачка |
|                    | Prionailurus, Паласова мачка |

| Лоза домаће мачке  | мачке                        |
|                    | мачке                        |
| Лоза Леопард мачка | Prionailurus, Паласова мачка |
|                    | Prionailurus, Паласова мачка |

| Лоза пума          | Acinonyx (Гепард), Пума (Пума), Herpailurus (Јагуарунди)                                                                                       |
|                    | Acinonyx (Гепард), Пума (Пума), Herpailurus (Јагуарунди)                                                                                       |
|                    | \| Лоза домаће мачке \| мачке \| \| \| мачке \| \| Лоза Леопард мачка \| Prionailurus, Паласова мачка \| \| \| Prionailurus, Паласова мачка \| |
|                    | |
| Лоза домаће мачке  | мачке |
|                    | мачке |
| Лоза Леопард мачка | Prionailurus, Паласова мачка |
|                    | Prionailurus, Паласова мачка |

| Лоза домаће мачке  | мачке                        |
|                    | мачке                        |
| Лоза Леопард мачка | Prionailurus, Паласова мачка |
|                    | Prionailurus, Паласова мачка |

## Опис врсте
Канадски рис је мршава, средње велика мачка коју карактерише дугачко, густо крзно, троугласте уши са црним чуперцима на врховима и широке шапе налик на крпље. Као и код риђег риса, задњи удови су дужи од предњих, тако да се леђа спуштају према напријед. Канадски рис је полно диморфан, са мужјацима већим и тежим од женки. Рис је између 73 и 107 cm (29 и 42 in) у укупној дужини и стоји 48–56 cm (19–22 in) висок на рамену; женке се крећу у тежини од 5–12 kg (11–26 lb) и мужјаци од 6–17 kg (13–37 lb), иако је изузетан мушкарац у Пенсилванији тежио 20 kg (44 lb). Физичке пропорције се не разликују значајно у опсегу и вјероватно су природно одабране како би се омогућило преживљавање на мањем плијену. Здепасти реп је дугачак 5–13 cm (2.0–5.1 in) и има потпуно црни врх. Скелетни мишићи чине 56,5% тјелесне тежине канадског риса.
Дуго, густо крзно, равномјерно обојено са мало или нимало ознака, осим на доњој страни, изолује риса у његовом леденом станишту. Крзно је типично жућкасто браон, мада у Њуфаундленду може да варира од браон или ружичасто-сиве у прољеће и љето до сивкасте нијансе са сивим изгледом зими; доњи дијелови су бијели и могу имати неколико тамних мрља. Пријављено је да јединке са Аљаске имају плавкасто-сиво крзно. Крзно је углавном краће љети него зими. Стражњи дио ушију је браон са сребрно-сивом мрљом у средини. Црни праменови дужине око 4 cm (1.6 in) излазе из врхова ушију, који су обложени црним крзном. Зими, коса на доњем образу постаје дужа, остављајући утисак украса који покрива грло. Канадски рис има четири брадавице.
Канџе су оштре и потпуно се увлаче. Велике, широке шапе прекривене су дугим, дебелим крзном и могу се ширити и до 10 cm (3.9 in) како би се брзо и лако кретале по меком снијегу. Његове шапе могу да издрже скоро двоструко већу тежину од бобцата пре него што потоне. Обе врсте ходају задњим стопалом обично пратећи предње стопало и често не прате праву линију. Корак риса је 300–460 mm (12–18 in), док риђи рис варира између 130 и 410 mm (5 и 16 in). Стазе канадског риса су углавном веће од оних код риђег риса; дебље крзно може учинити да се јастучићи за прсте појаве мање истакнути у снијегу. У прљавштини трагови риса су 76–95 mm (3–3.75 in) дуги и 89–114 mm (3.5–4.5 in) широки, док су у снијегу већи (110 mm (4.5 in) дуги и 130 mm (5 in) широки). Топли капут, широке шапе и дуге ноге служе као адаптације за риса да се ефикасно креће и лови у снијегу.
Канадски рис има 28 зуба. Стоматолошка формула је 3.1.2.13.1.2.1. млијечни зуби је 3.1.23.1.2, јер млади немају кутњаке. Четири дуга очњака се користе за пробијање и хватање. Рис може да осјети гдје гризе плен са својим очњацима, јер су јако проткани нервима. Такође има четири карнасијална зуба који режу месо на мале комадиће. Да би користио своје карнасијале, рис мора жвакати месо са главом на страну. Постоје велики размаци између четири очњака и осталих зуба, а други горњи преткутњаци су одсутни, како би се осигурало да угриз иде што је могуће дубље у плијен.
Канадски рис се може разликовати од риђег риса по дужим ушима, ширим шапама, краћем репу са потпуно црним врхом, дужим ногама и мање ознака и сивој нијанси длаке. Риђи рис је генерално мањи од канадског риса, али у областима гдје су симпатрични риђи рисови имају тенденцију да буде већи и још увијек се могу мјешати са канадским рисом.

## Распрострањење и станиште
Канадски рис има станиште на копну. Врста је присутна у Канади и Сједињеним Америчким Државама.
Канадски рис се јавља претежно у густој тајги Канаде, а његов опсег се снажно поклапа са оним америчког зеца. У прошлости, рис се појавио на сјеверу Сједињених Америчких Држава у 24 државе, вјероватно јужно до Стјеновитих планина у Њу Мексику и сјеверно до границе шума на Арктику кроз четинарске шуме на Аљасци и Канади. Рис наставља да се појављује у свом бившем опсегу у већем дијелу Аљаске и Канаде. У Сједињеним Америчким Државама, канадски рис се јавља у Плавим планинама и Каскадном опсегу на сјеверозападу Пацифика, Стјеновитим планинама, сјеверном региону Великих језера (у Минесоти и Мичигену на Горњем полуострву) и сјеверној Новој Енглеској (у Њу Хемпширу, Мејну и Вермонту). Рис је успјешно поново уведен у Колораду почевши од 1999. године, након што је истребљена из државе 1970-их. Канадски рисови углавном избјегавају отворене просторе упркос доброј доступности плијена; они се суочавају са потешкоћама у преживљавању у тешко посјеченим подручјима и на пољопривредном земљишту, иако могу добро напредовати у искрченим подручјима која су остављена да се регенеришу најмање петнаест година. Канадски рисови су забиљежени до надморске висине од 4.310 m (14,140 ft). Сматра се истребљеним у Њујорку, Пенсилванији, Масачусетсу, Невади, Индијани и Охају.
Канадски рис је упуцан у близини Њутон Абот у Великој Британији 1903. године након што је напао два пса. Животиња је остала неидентификована у то вријеме и сачувана је у Бристолском музеју и умјетничкој галерији и коначно је идентификована у студији из 2014. године. Истраживачи су закључили да је вјероватно био заробљен неко време, можда као егзотични љубимац или дио путујуће менажерије, али је можда преживио значајан период након бјекства. Сматрали су да је то "најранији забиљежени примјер егзотичне мачке на слободи у Великој Британији".

## Екологија и понашање
Канадски рис има тенденцију да буде ноћна животиња као и његов примарни плијен, амерички зец. Ипак, активност риса се може посматрати током дана. Рис може да пређе 8—9 km (5,0—5,6 mi) дневно, крећући се брзином од 075—146 km/h (47—91 mph), да набави плијен. Ови рисови су добри пливачи; забиљежено је да је један канадски рис пливао 3,2 km (2,0 mi) преко ријеке Јукон. Канадски рисови су ефикасни пењачи и избјегавају предаторе пењући се високо на дрвећу, али лове само на земљи. Ови рисови су првенствено самотњаци, са минималном социјалном интеракцијом, осим везе између мајки и женског потомства, и привремене повезаности између појединаца супротних полова током сезоне парења. Јединке истог пола посебно имају тенденцију да избјегавају једни друге, формирајући "интрасексуалне" територије - друштвену структуру сличну оној медвједа, рисова, пума и куна. Интраспецифична агресија и посљедични канибализам су ријетки, али могу бити чешћи када је храна оскудна.

### Распон станишта
Канадски рисови успостављају домаће опсеге који се разликују по величини, у зависности од начина мјерења. Двије уобичајене методе су испитивање трагова риса у снијегу (праћење снијега) и радио телеметрија; праћење снијега обично даје мање величине за кућне опсеге. Студије засноване на праћењу снијега процјениле су величине домета од 11,1–49,5 km2 (4,3–19,1 квадратних миља), док су оне засноване на радио телеметрији дале површину између 8 и 783 km2 (3,1 и 302,3 квадратних миља). Као и друге мачке, канадски рисови миришу на своје домете прскањем урина и одлагањем фекалија на снијегу или пањевима и другим истакнутим мјестима у и око њиховог опсега.
Фактори као што су доступност плијена (првенствено америчког зеца), густина рисова и топографија станишта одређују облик и величину домаћег опсега. Студије су покушале да повежу обиље америчких зечева у подручју са величинама домаћих опсега рисова у тој области. Студија из 1985. године показала је да се средња величина кућних опсега утростручила - од 13,2 до 39,2 km2 (5,1 до 15,1 квадратних миља) - када је густина зечева пала са 14,7 на 1 / ха (5,95 до 0,40 / хектар). Међутим, неколико других студија су пријавили различите одговоре од канадских рисова у вријеме несташице плијена; неки рисови не показују никакве промјене у својим дометима, док други могу прибјећи лову на малим површинама, заузимајући мале кућне опсеге. Канадски рисови углавном не напуштају своје домете често, иако ограничена доступност плијена може их натјерати да се разиђу или прошире своје домете.
Мужјаци имају тенденцију да заузимају веће опсеге него жене; на примјер, подаци из 1980. године радио телеметријске анализе у Минесоти показали су да се домаћи опсег мушкараца шири преко 145–243 km2 (56–94 квадратних миља), док су жене покривале 51–122 km2 (20–47 квадратних миља). У студији на јужним сјеверозападним територијама, утврђено је да се распони појединаца супротних полова у великој мјери преклапају, док се распони појединаца истог пола једва поклапају. Студија је показала да појединци не показују никакву значајну тенденцију да избјегавају или мјешају једни са другима, и на тај начин само пасивно бране своје домете. Женски кућни распони се смањују у величини када женке имају потомство да се брину о њима и прошире на своју првобитну величину у вријеме одбијања.
Канадски рисови на периферији популације, с обзиром на њихов мањи број и подложност одвајању од централне популације природним баријерама (као што су ријеке), могу се суочити са већим потешкоћама у узгоју са рисовима према центру популације и стога показују нижу генетичкку варијабилност. Међутим, познато је да се канадски рисови распршују на великим удаљеностима, често хиљадама километара, што би могло повећати генетичку варијабилност у широко раздвојеним популацијама. Они се обично крећу у областима у којима је доступност плијена и карактеристике снијега (као што су тврдоћа и степен у којем њихове шапе тону у снијег) су више или мање слични; јединке се могу распршити на мањим површинама у подручјима меког снијега.

### Исхрана и ловишта
Канадски рис плијени првенствено америчког зеца. Ови зечеви чине 35–97% њихове исхране; пропорција варира у зависности од сезоне и обиља зечева. Међутим, у вријеме када број зеца падне, канадски рисови ће укључити и друге животиње у своју исхрану - као што су патке, тетријеб, кртице, снежнице, америчке црвене вјеверице, волухарице и младе копитаре (Долове овце, јелене и сјеверноамеричког карибуа) - иако су амерички зечеви и даље примарна компонента. Канадски рис има тенденцију да буде мање селективан у љето и јесен, додајући мале сисаре у своју исхрану поред зеца. Разлог за то је нејасан - то би могло бити због већег обиља алтернативног плијена или смањеног успјеха у лову на зечеве. Студија на Аљасци открила је да су рисови играли улогу у смањењу популације риђе лисице, карибуа и Долове овце када су зечеви били веома мали у броју. Такође је пријављено да се повремено хране сукулентима, травама оштрицама и травама. Канадски рисови уносе 0,6–1,2 kg (1.3–2.6 lb) хране дневно.
Канадски рисови лове око сумрака или ноћу, у вријеме када амерички зечеви имају тенденцију да буду активни. Они се ослањају на своју визију и чуло слуха да пронађу плијен. Рис ће лутати или чекати (у ономе што истраживачи често називају "засједа") на одређеним стазама које амерички зечеви често посјећују, насрћу на зеца и убију га угризом по глави, грлу или потиљку. Понекад може бити потребна потјера до неколико граница да би се плијен ухватио у замку. Рис је потпомогнут својим стереоскопским видом у откривању плијена и мјерењу удаљености. Боравак у заклону током лова помаже рису да сачува енергију у свом хладном станишту избјегавајући непотребно кретање. Младим копитарима се даје угриз за грло како би их угушили до смрти. Рис може одмах да поједе леш или га спреми у снијег или лишће да га поједе у наредних неколико дана. Студије указују на успјех у лову на зечеве у великој мјери зависи од удаљености између риса и зеца када рис почне да га јури и њихове релативне брзине, што заузврат зависи од ловачке способности риса, будности зеца и вегетацијског покривача између осталих фактора. Канадски рисови ће повремено ловити заједно, мада се студије разликују о томе како то утиче на стопу успјеха у поређењу са индивидуалним ловом. Ови рисови могу ловити у групама када су зечеви ријетки. Чишћење је уобичајено; они ће узети копитара убијених хладноћом или возилом.
Осим канадских рисова, којоти су такође главни предатори америчког зеца. Студија је показала да, у поређењу са канадским рисовима, стопала којота тону дубље у снијег због своје мање величине, а самим тим и већег односа тјелесне масе и површине стопала, што их је навело да постављају засједну свом плијену умјесто да га јуре као што рисови често раде. Студија те двије животиње у југозападном Јукону показала је да када се популација зечева повећала,  обоје су убили више него што је потребно за издржавање; рис треба да убије 0,4 до 0,5 зеца дневно да задовољи своје енергетске потребе, али је примјећено да убије 1,2 зечева дневно током овог периода. Којоти, са стопом успјешности од 36,9%, појавили су се као успјешнији ловци од рисова који су успјели у 28,7% својих акција; међутим, то је можда резултат већег броја одраслих којота у испитиваној популацији. Риси су ријетко складиштили своја убиства, за разлику од којота, а то је можда довело до непотпуне потрошње неких улова. Када је број америчких зечева опао, оба предатора су ловила у истом временском периоду као и када су зечеви били у изобиљу, али рисови су убили више зечева него раније. Штавише, рисови су допунили своју исхрану америчким црвеним вјеверицама.

### Интеракција са америчим зецом
Специјалиста предатор, канадски рис у великој мјери зависи од америчких зечева за храну. Популације зечева у крпљама на Аљасци и централној Канади пролазе кроз цикличне успоне и падове - понекад густина насељености може пасти са чак 2.300/km2 (6,000/sq mi) на ниску као 12/km2 (31/sq mi). Сходно томе, период несташице зеца се јавља сваких осам до 11 година. Пример циклуса плен-предатор, цикличне варијације у популацији зечева у крпљама значајно утичу на број њихових предатора - рисова и којота - у региону. Када популације зечева падају, рисови се често крећу у подручја са више зечева, понекад покривајући преко 1.000 km (620 mi), и имају тенденцију да не производе легла; како се број зечева повећава, тако се повећава и популација риса. У сјеверној Канади, обиље рисова може се процјенити из евиденције коју воде компанија Хадсон Беј и канадске владе од 1730-их година. Утврђено је да се популације риса периодично разликују од три до седамнаест пута. Ови циклуси су наведени као примјер Једначина Лотка–Волтера предатор-плијен, изазваних интеракцијом три главна фактора - хране, грабежљивости и друштвене интеракције. Студија која укључује статистичко моделирање међуврсних односа америчког зеца, биљних врста којима се храни и његових предатора (укључујући канадског риса) сугерисала је да, иако демографија риса зависи првенствено од зеца, динамика зеца зависи и од његове исхране и од његових предатора, од којих је канадски рис само један. Фактори животне средине као што су шумски пожари, падавине и снијежне падавине такође могу значајно утицати на овај циклус плијен-предатор.

### Размножавање
Сезона парења траје отприлике мјесец дана, од марта до почетка априла. Обиљежавање урина и позиви на парење су дио понашања приказа и повећавају интеракцију између појединаца супротних полова. Женке могу бити индуковани овулатори када је доступност партнера ниска, или спонтани овулатори када је на располагању неколико партнера. Женке имају само један еструсни циклус; еструс траје три до пет дана у заточеништву. Појединци су примјећени како дуго плачу вокализације, вјероватно као позиви за парење. Прије рођења, женка припрема мајчинску јазбину, обично у веома густом грмљу, и обично унутар шикара жбуња, дрвећа или дрвенастих остатака.
Након трудноће од два до три мјесеца, рађа се легло од једног до осам мачића. Уочено је да се репродуктивни циклуси риса и величине легла разликују у зависности од доступности плијена; величина легла би се обично смањивала у годинама опадања зечева (заједно са високим стопама смртности новорођенчади) и повећавала се када су зечеви били у изобиљу. Мачићи теже од 175 до 235 g (6.2 to 8.3 oz) при рођењу и у почетку имају сивкасто крзно са црним ознакама. Они су слијепи првих четрнаест дана и одбијени у дванаест недјеља. Већина рођења се дешава од маја до јула. Мачићи напуштају јазбину након отприлике пет недјеља и почињу лов у доби између седам и девет мјесеци. Мајку напуштају са око десет мјесеци, јер почиње сљедећа сезона парења, али не достижу пуну величину одрасле особе до око двије године старости. Женско потомство се обично насељава у кућним дометима близу својих мајки и остаје у контакту са њима за живот, док се мушко потомство креће далеко од домета своје мајке. Женке достижу полну зрелост у десет мјесеци, али често одлажу узгој још годину дана; мужјаци сазревају у доби од двије или три године. Канадски рисови су пријављени да живе шеснаест година у дивљини, иако већина не преживи десет; у заточеништву могу да дођу до двадесет седам.

### Болести и морталитет
Познато је да је канадски рис домаћин неколико паразита, укључујући Cylicospirura felineus, Taenia врсте, Toxocara cati, Toxascaris leonina и Troglostrongylus wilsoni. Канадски рисови су могли да играју улогу у преношењу зоонотског паразита Toxoplasma gondii на Инуите у Сјеверној Америци. Студија из 2019. године први пут је идентификовала врсту Gammaherpesvirinae у канадском рису. Студија је открила нови Percavirus, назван LcaGHV1, у узорцима слезине канадских рисова из Маинеа и Невфоундланда. Студија је идентификовала кугу као главни узрок смртности у поново уведеним популацијама у Колораду.
Познато је да куне риболоваци повремено лове канадске рисове на сјевероистоку Сједињених Америчких Држава; студија у сјеверном Мејнеу идентификовала је грабежљивост од стране куна риболовци као водећи узрок смртности риса у Канади током дванаест година, иако се није чинило да утиче на раст популације рисова.

## Интеракције са људима

### Трговина кожом
Канадски рисови су заробљени у одређеним годишњим добима у већем дијелу Аљаске и Канаде; сезоне лова и квоте се постављају на основу података о становништву. Алберта обично води у производњи крзна, што чини скоро трећину укупног броја у Канади. Након цикличног пада популације током средине до краја 1980-их година, дошло је до наглог пада цијена и жетве крзна канадског риса - просјечан број крзна извезених из Канаде и Сједињених Америчких Држава пао је са 35.669 у периоду 1980–1984. година на 7.360 између 1986. и 1989. године. Након тога, бројеви су порасли на 15.387 током периода 2000–2006. година. Просјечна илегална трговина крзном и живим животињама изгледа да је занемарљива на националном нивоу. Чак и без регулације, циклуси риса-зеца и дистрибуција риса остали су непромјењени током прошлог вијека.
Истраживање међународне трговине дивљим животињама између 1980. и 2004. године забиљежило је да је међу свим рисовима, канадски рис чинио тридесет посто легалних предмета и имао је мало учешћа у илегалној трговини. Иако је било нејасно који рисови су пожељни у Сјеверној Америци, крзна риђег риса и канадског риса изгледа да су у већој потражњи од оних других рисова на азијским и европским тржиштима.

### Угроженост и заштита
У источној Канади рис је угрожен конкуренцијом са источним којотом, чији је број у региону порастао у последњих неколико деценија. Губитак станишта је главна пријетња у сусједним Сједињеним Америчким Државама, док је хватање у замку релативно незнатан узрок смртности. Хибридизација између канадских рисова и риђих рисова забиљежена је на јужној периферији опсега. Хибридизација између блиско сродних врста може значајно разграничити географски опсег врсте, посебно ако су угрожени јер би репродуктивни успјех код женки био смањен рођењем стерилног потомства; с друге стране, плодни хибриди могу да се такмиче и размножавају даље са родитељским врстама, потенцијално смањујући број родитељских врста. Канадски хибриди рис-бобкат показали су знаке репродуктивног успјеха и не чини се да представљају никакву значајну пријетњу родитељским врстама.
Међутим, популације су релативно ниже у јужној половини опсега и заштићене су од трговине крзном. Рис је наведен као угрожен у Њу Брансвику и Новој Шкотској. Дана 24. марта 2000. године, америчка служба за рибе и дивље животиње (УСФВС) издала је своје коначно правило, које је канадског риса означило угроженом врстом у 14 сусједних држава. У 2005. години, УСФВС је разграничио шест главних области за оживљавање гдје је у посљедње две деценије пријављена репродукција риса: сјеверни Мејн и Њу Хемпшир, сјевероисточна Минесота, сјеверозападна Монтана и сјевероисточни Ајдахо, планински масив ријеке Кетл и "регија Ведге" између ријека Кетл и Колумбија у Вашингтону, сјеверни планински масив Каскејд и подручје Великог Јеловстона у Виомингу, Монтани и Ајдаху. До 2010. године, након једанаестогодишњег напора, рис је успјешно поново уведен у Колорадо. Почетни увод је био у планинама Сан Хуан у југозападном Колораду, али самоодрживе популације су успостављене широм јужно-централног Колорадо Рокиса на сјеверу па све до округа Самит. Студија из 2012. године показала је да су се бројеви побољшали на североистоку Сједињених Држава; међутим, студија из 2008. године показала је да популације рисова нису добро у Вашингтону због фрагментације станишта. Студија из 2017. године пријавила је све већи број у многим областима у Сједињеним Америчким Државама. У јануару 2018. године, УСФВС је изјавио да канадском рису више није потребна посебна заштита у Сједињеним Америчим Државама након мјера за очување њихове популације, а њихов статус "угроженог" може бити укинут у будућности.
Различите технике су коришћене за проучавање популације риса у Канади; прикупљени подаци могу пружити корисне информације о екологији и распрострањености врста и отворити пут за ефикасне мјере очувања. У мирисним станицама, рис је обично намамљен од твора мириса (понекад мачја метвица) у подручјима под надзором камере и "мамац" као што је птица крило на жици. Ова техника, иако систематична, може бити прескупа за обављање на великим површинама. Друге методе укључују радио телеметрију и праћење снега. Праћење снега може бити изазов у областима које немају путеве, а понекад се стазе могу замјенити за оне канадског риса. Постављање замких за косу подразумјева сакупљање длака које је оставио рис, нарочито када се трља о предмете (као што је снијег); студија је показала да мјешавина дабровог кастореума и уља мачје метвице може снажно изазвати понашање трљања код рисова. Ова метода је генерално јефтина, а шансе за погрешну идентификацију су ниске јер се физички докази попут длака могу генетски анализирати.
Између 1989. и 1992. године, покушај поновног увођења у државу Њујорк је направљен када је 80 рисова ухваћено из сјеверозападне Канаде и пуштени у Адирондацкс од стране Колеџа за науку о животној средини и шумарство Државног универзитета у Њујорку. Неки од ослобођених рисова су се настанили у околне државе Пенсилванија, Њу Џерси, Масачусетс, Њу Хемпшир и канадске провинције Онтарио, Квебек и Њу Брансвик. Након покушаја, канадски рис је званично сматран истребљеним у држави Њујорк, али је и даље у потпуности заштићен државним законом. Деветнаест јединих је погинуло у саобраћајним несрећама, осам су грешком пуцали ловци на риђех риса, а преостали су умрли од непознатих узрока или грабежљивости.

#### Статус угрожености
Канадски рис обилује својим широким спектром и вјековима није био значајно угрожен легалном трговином.
Ова врста није угрожена, и наведена је као најмање забрињавајуће јер има широко распрострањење.

### Популациони тренд
Популација ове врсте је стабилна, судећи по доступним подацима.